# Liste des vols inhabités vers la Station spatiale internationale
Ceci est la liste des vols inhabités vers la Station spatiale internationale (ISS). Les dates de lancement, d'amarrage et de désamarrage des vaisseaux sont listées. Les vols sont ordonnés selon leur date de lancement.
Les vols habités n'apparaissent pas dans cette liste.
| N°  | Vaisseau                                                      | Mission                                                      | Lanceur      | Lancement (UTC)                        | Amarrage (UTC)                                                            | Désamarrage (UTC)                                                         | Durée d'amarrage                                                          | Orbite quittée                                                            |
| --- | ------------------------------------------------------------- | ------------------------------------------------------------ | ------------ | -------------------------------------- | ------------------------------------------------------------------------- | ------------------------------------------------------------------------- | ------------------------------------------------------------------------- | ------------------------------------------------------------------------- |
| 1   | Zarya                                                         | Module fonctionnel                                           | Proton-K     | 20 novembre 1998, 06h40                | 25 novembre 1998                                                          | Premier module de l'ISS                                                   | Premier module de l'ISS                                                   | Premier module de l'ISS                                                   |
| 2   | Zvezda                                                        | Module de service                                            | Proton-K     | 12 juillet 2000, 04h56                 | 26 juillet 2000, 00h44                                                    | Amarré à l'ISS                                                            | Amarré à l'ISS                                                            | Amarré à l'ISS                                                            |
| 3   | Progress M1-3 (en) - ISS-1P                                   | Ravitaillement                                               | Soyouz-U     | 6 août 2000, 18h26                     | 8 août 2000, 20h12                                                        | 1er novembre 2000, 04h04                                                  | 84 jours, 7 h, 51 min                                                     | 1er novembre 2000                                                         |
| 4   | Progress M1-4 (en) - ISS-2P                                   | Ravitaillement                                               | Soyouz-U     | 16 novembre 2000, 01h32                | 18 novembre 2000, 03h48                                                   | 1er décembre 2000, 16h22                                                  | 13 jours, 12 h, 34 min                                                    | 8 février 2001                                                            |
| 4   | Progress M1-4 (en) - ISS-2P                                   | Ravitaillement                                               | Soyouz-U     | 16 novembre 2000, 01h32                | 26 décembre 2000, 11h03                                                   | 8 février 2001, 11h26                                                     | 44 jours, 0 h, 23 min                                                     | 8 février 2001                                                            |
| 5   | Progress M-44 (en) - ISS-3P                                   | Ravitaillement                                               | Soyouz-U     | 26 février 2001, 08h09                 | 28 février 2001, 09h50                                                    | 16 avril 2001, 08h48                                                      | 46 jours, 22 h, 58 min                                                    | 16 avril 2001                                                             |
| 6   | Progress M1-6 (en) - ISS-4P                                   | Ravitaillement                                               | Soyouz-FG    | 20 mai 2001, 22h32                     | 23 mai 2001, 00h24                                                        | 22 août 2001, 06h02                                                       | 91 jours, 5 h, 38 min                                                     | 22 août 2001                                                              |
| 7   | Progress M-45 (en) - ISS-5P                                   | Ravitaillement                                               | Soyouz-U     | 21 août 2001, 09h24                    | 23 août 2001, 09h51                                                       | 22 novembre 2001, 16h12                                                   | 91 jours, 6 h, 21 min                                                     | 22 novembre 2001                                                          |
| 8   | Pirs                                                          | Sas pour EVA                                                 | Soyouz-U     | 14 septembre 2001, 23h35               | 17 septembre 2001, 01h05                                                  | 26 juillet 2021, 10h55                                                    | 19 ans, 312 jours, 9 h, 50 minutes                                        | 26 juillet 2021                                                           |
| 8   | Progress M-SO1 - ISS-4R                                       | Transporte Pirs                                              | Soyouz-U     | 14 septembre 2001, 23h35               | 17 septembre 2001, 01h05                                                  | 26 septembre 2001, 15 h 36                                                | 9 jours, 14 h, 31 min                                                     | 26 septembre 2001                                                         |
| 9   | Progress M1-7 (en) - ISS-6P                                   | Ravitaillement                                               | Soyouz-FG    | 26 novembre 2001, 18h24                | 28 novembre 2001, 19h43                                                   | 19 mars 2002, 17h43                                                       | 110 jours, 22 h                                                           | 20 mars 2002                                                              |
| 10  | Progress M1-8 (en) - ISS-7P                                   | Ravitaillement                                               | Soyouz-U     | 21 mars 2002, 20h13                    | 24 mars 2002, 20h58                                                       | 25 juin 2002, 08h26                                                       | 92 jours, 11 h, 29 min                                                    | 25 juin 2002                                                              |
| 11  | Progress M-46 (en) - ISS-8P                                   | Ravitaillement                                               | Soyouz-U     | 26 juin 2002, 05h36                    | 29 juin 2002, 06h23                                                       | 24 septembre 2002, 13h59                                                  | 87 jours, 7 h, 36 min                                                     | 14 octobre 2002                                                           |
| 12  | Progress M1-9 (en) - ISS-9P                                   | Ravitaillement                                               | Soyouz-FG    | 25 septembre 2002, 16h58               | 29 septembre 2002, 17h01                                                  | 1er février 2003, 16h00                                                   | 124 jours, 22 h, 59 min                                                   | 1er février 2003                                                          |
| 13  | Progress M-47 (en) - ISS-10P                                  | Ravitaillement                                               | Soyouz-U     | 2 février 2003, 12h59                  | 4 février 2003, 14h49                                                     | 28 août 2003, 22h48                                                       | 205 jours, 7 h, 59 min                                                    | 28 août 2003                                                              |
| 14  | Progress M1-10 (en) - ISS-11P                                 | Ravitaillement                                               | Soyouz-U     | 8 juin 2003, 10h34                     | 11 juin 2003, 11h15                                                       | 4 septembre 2003, 19h42                                                   | 85 jours, 8 h, 27 min                                                     | 3 octobre 2003                                                            |
| 15  | Progress M-48 (en) - ISS-12P                                  | Ravitaillement                                               | Soyouz-U     | 29 août 2003, 01h48                    | 31 août 2003, 03h40                                                       | 28 janvier 2004, 08h35                                                    | 150 jours, 4 h, 55 min                                                    | 28 janvier 2004                                                           |
| 16  | Progress M1-11 (en) - ISS-13P                                 | Ravitaillement                                               | Soyouz-U     | 29 janvier 2004, 11h58                 | 31 janvier 2004, 13h13                                                    | 24 mai 2004, 09h19                                                        | 113 jours, 20 h, 6 min                                                    | 3 juin 2004                                                               |
| 17  | Progress M-49 (en) - ISS-14P                                  | Ravitaillement                                               | Soyouz-U     | 25 mai 2004, 12h34                     | 27 mai 2004, 13h55                                                        | 30 juillet 2004, 06h05                                                    | 63 jours, 16 h, 10 min                                                    | 30 juillet 2004                                                           |
| 18  | Progress M-50 (en) - ISS-15P                                  | Ravitaillement                                               | Soyouz-U     | 11 août 2004, 05h03                    | 14 août 2004, 05h01                                                       | 22 décembre 2004, 18h37                                                   | 130 jours, 13 h, 36 min                                                   | 22 décembre 2004                                                          |
| 19  | Progress M-51 (en) - ISS-16P                                  | Ravitaillement                                               | Soyouz-U     | 23 décembre 2004, 22h19                | 25 décembre 2004, 23h58                                                   | 27 février 2005                                                           | 65 jours, 1 h, 38 min                                                     | 9 mars 2005                                                               |
| 20  | Progress M-52 (en) - ISS-17P                                  | Ravitaillement                                               | Soyouz-U     | 28 février 2005, 19h09                 | 2 mars 2005, 19h10                                                        | 16 juin 2005, 20h15                                                       | 106 jours, 1 h, 5 min                                                     | 16 juin 2005                                                              |
| 21  | Progress M-53 (en) - ISS-18P                                  | Ravitaillement                                               | Soyouz-U     | 16 juin 2005, 23h09                    | 19 juin 2005, 00h45                                                       | 7 septembre 2005, 06h26                                                   | 80 jours, 5 h, 41 min                                                     | 7 septembre 2005                                                          |
| 22  | Progress M-54 (en) - ISS-19P                                  | Ravitaillement                                               | Soyouz-U     | 8 septembre 2005, 09h08                | 10 septembre 2005, 14h42                                                  | 3 mars 2006, 10h06                                                        | 173 jours, 19 h, 24 min                                                   | 3 mars 2006                                                               |
| 23  | Progress M-55 (en) - ISS-20P                                  | Ravitaillement                                               | Soyouz-U     | 21 décembre 2005, 18h38                | 23 décembre 2005, 19h46                                                   | 19 juin 2006 14h06                                                        | 177 jours, 18 h, 21 min                                                   | 19 juin 2006                                                              |
| 24  | Progress M-56 (en) - ISS-21P                                  | Ravitaillement                                               | Soyouz-U     | 24 avril 2006, 16h03                   | 26 avril 2006, 17h41                                                      | 19 septembre 2006 00h30                                                   | 145 jours, 6 h, 49 min                                                    | 19 septembre 2006                                                         |
| 25  | Progress M-57 (en) - ISS-22P                                  | Ravitaillement                                               | Soyouz-U     | 24 juin 2006, 15h08                    | 26 juin 2006, 16h24                                                       | 16 janvier 2007 23h32                                                     | 204 jours, 7 h, 8 min                                                     | 17 janvier 2007                                                           |
| 26  | Progress M-58 (en) - ISS-23P                                  | Ravitaillement                                               | Soyouz-U     | 23 octobre 2006, 13h41                 | 26 octobre 2006, 14h28                                                    | 27 mars 2007 , 18h00                                                      | 152 jours, 3 h, 32 min                                                    | 27 mars 2007                                                              |
| 27  | Progress M-59 (en) - ISS-24P                                  | Ravitaillement                                               | Soyouz-U     | 18 janvier 2007, 02h12                 | 20 janvier 2007, 03h58                                                    | 1er août 2007, 14h:07                                                     | 193 jours, 10 h, 9 min                                                    | 1er août 2007                                                             |
| 28  | Progress M-60 (en) - ISS-25P                                  | Ravitaillement                                               | Soyouz-U     | 12 mai 2007, 03h25                     | 15 mai 2007, 05h10                                                        | 19 septembre 2007, 00h37                                                  | 126 jours, 19 h, 27 min                                                   | 25 septembre 2007                                                         |
| 29  | Progress M-61 (en) - ISS-26P                                  | Ravitaillement                                               | Soyouz-U     | 2 août 2007, 17h34                     | 5 août 2007, 18h40                                                        | 22 décembre 2007, 04h00                                                   | 138 jours, 9 h, 20 min                                                    | 22 janvier 2008                                                           |
| 30  | Progress M-62 (en) - ISS-27P                                  | Ravitaillement                                               | Soyouz-U     | 23 décembre 2007, 07h12                | 26 décembre 2007, 08h14                                                   | 4 février 2008, 10h32                                                     | 40 jours, 2 h, 18 min                                                     | 15 février 2008                                                           |
| 31  | Progress M-63 (en) - ISS-28P                                  | Ravitaillement                                               | Soyouz-U     | 5 février 2008, 13h02                  | 7 février 2008, 14h30                                                     | 7 avril 2008, 08h49                                                       | 59 jours, 18 h, 19 min                                                    | 7 avril 2008                                                              |
| 32  | Jules Verne - ATV-1                                           | Ravitaillement/Test                                          | Ariane 5ES   | 9 mars 2008, 04h03                     | 3 avril 2008, 14h45                                                       | 5 septembre 2008, 21h29                                                   | 155 jours, 6 h, 44 min                                                    | 29 septembre 2008, 13h31                                                  |
| 33  | Progress M-64 (en) - ISS-29P                                  | Ravitaillement                                               | Soyouz-U     | 14 mai 2008, 20h22                     | 16 mai 2008, 21h39                                                        | 1er septembre 2008, 19h47                                                 | 107 jours, 22 h, 8 min                                                    | 8 septembre 2008                                                          |
| 34  | Progress M-65 (en) - ISS-30P                                  | Ravitaillement                                               | Soyouz-U     | 10 septembre 2008, 19h50               | 17 septembre 2008, 18h43                                                  | 14 novembre 2008, 16h19                                                   | 57 jours, 21 h, 36 min                                                    | 7 décembre 2008                                                           |
| 35  | Progress M-01M (en) - ISS-31P                                 | Ravitaillement                                               | Soyouz-U     | 26 novembre 2008, 12h38                | 30 novembre 2008, 12h28                                                   | 6 février 2009, 04h10                                                     | 67 jours, 15 h, 42 min                                                    | 8 février 2009                                                            |
| 36  | Progress M-66 (en) - ISS-32P                                  | Ravitaillement                                               | Soyouz-U     | 10 février 2009, 05 h 49 min 46 s      | 13 février 2009, 07h18                                                    | 6 mai 2009, 07h18                                                         | 82 jours                                                                  | 18 mai 2009                                                               |
| 37  | Progress M-02M (en) - ISS-33P                                 | Ravitaillement                                               | Soyouz-U     | 7 mai 2009, 18 h 37 min 09 s           | 12 mai 2009, 19 h 24 min 23 s                                             | 30 juin 2009, 18 h 29 min 43 s                                            | 53 jours, 23 h, 52 min                                                    | 13 juillet 2009                                                           |
| 38  | Progress M-67 (en) - ISS-34P                                  | Ravitaillement                                               | Soyouz-U     | 24 juillet 2009, 10 h 56 min 53 s      | 29 juillet 2009, 11 h 12                                                  | 21 septembre 2009, 07 h 25                                                | 53 jours, 20 h, 13 min                                                    | 27 septembre 2009                                                         |
| 39  | HTV-1 - ISS-HTV1                                              | Ravitaillement / test                                        | H-IIB        | 10 septembre 2009, 17 h 01 min 56 s    | 17 septembre 2009, 22 h 12                                                | 30 octobre 2009, 15 h 18                                                  | 42 jours, 17 h, 6 min                                                     | 1er novembre 2009                                                         |
| 40  | Progress M-03M (en) - ISS-35P                                 | Ravitaillement                                               | Soyouz-U     | 15 octobre 2009, 01 h 14 min 37 s      | 18 octobre 2009, 01 h 40                                                  | 22 avril 2010, 16 h 32                                                    | 186 jours                                                                 | 27 avril 2010                                                             |
| 41  | Poisk (Mini-Research Module 2) - ISS-5R                       | Sas pour les sorties extravéhiculaires                       | Soyouz-U     | 10 novembre 2009, 14 h 22 min 04 s     | 12 novembre 2009, 15 h 44                                                 | Amarré à l'ISS                                                            | Amarré à l'ISS                                                            | Amarré à l'ISS                                                            |
| 41  | Progress M-MIM2 - ISS-5R                                      | Transporte Poisk                                             | Soyouz-U     | 10 novembre 2009, 14 h 22 min 04 s     | 12 novembre 2009, 15 h 44                                                 | 8 décembre 2009, 00 h 16                                                  | 25 jours, 8 h, 32 min                                                     | 8 décembre 2009                                                           |
| 42  | Progress M-04M (en) - ISS-36P                                 | Ravitaillement                                               | Soyouz-U     | 3 février 2010, 03 h 45 min 31 s       | 5 février 2010, 04 h 26                                                   | 10 mai 2010, 11 h 16                                                      | 94 jours, 6 h, 50 min                                                     | 1er juillet 2010                                                          |
| 43  | Progress M-05M (en) - ISS-37P                                 | Ravitaillement                                               | Soyouz-U     | 28 avril 2010, 17 h 15 min 09 s        | 1er mai 2010, 18 h 32                                                     | 25 octobre 2010, 14 h 22                                                  | 176 jours, 19 h, 50 min                                                   | 15 novembre 2010                                                          |
| 44  | Progress M-06M (en) - ISS-38P                                 | Ravitaillement                                               | Soyouz-U     | 30 juin 2010, 15 h 35 min 15 s         | 4 juillet 2010, 16 h 17                                                   | 31 août 2010, 11 h 21                                                     | 57 jours, 19 h, 4 min                                                     | 6 septembre 2010                                                          |
| 45  | Progress M-07M (en) - ISS-39P                                 | Ravitaillement                                               | Soyouz-U     | 10 septembre 2010, 10 h 22 min 58 s    | 12 septembre 2010, 11 h 57                                                | 20 février 2011, 13 h 12                                                  | 161 jours, 1 h, 15 min                                                    | 20 février 2011                                                           |
| 46  | Progress M-08M (en) - ISS-40P                                 | Ravitaillement                                               | Soyouz-U     | 27 octobre 2010, 15 h 11 min 50 s      | 30 octobre 2010, 16 h 36                                                  | 24 janvier 2011, 00 h 42                                                  | 85 jours, 8 h, 6 min                                                      | 24 janvier 2011                                                           |
| 47  | Kounotori 2 - HTV-2                                           | Ravitaillement                                               | H-IIB        | 22 janvier 2011, 05 h 37 min 57 s      | 27 janvier 2011, 14 h 51,                                                 | 28 mars 2011, 13 h 43                                                     | 59 jours, 22 h, 52 min                                                    | 30 mars 2011                                                              |
| 48  | Progress M-09M (en) - ISS-41P                                 | Ravitaillement                                               | Soyouz-U     | 28 janvier 2011, 01 h 31 min 39 s      | 30 janvier 2011, 02 h 39                                                  | 22 avril 2011, 11 h 41                                                    | 82 jours, 9 h, 2 min                                                      | 26 avril 2011                                                             |
| 49  | Johannes Kepler - ATV-2                                       | Ravitaillement                                               | Ariane 5ES   | 16 février 2011, 21 h 50 min 55 s      | 24 février 2011, 15 h 59                                                  | 20 juin 2011, 14 h 46                                                     | 115 jours, 22 h, 47 min                                                   | 21 juin 2011                                                              |
| 50  | Progress M-10M (en) - ISS-42P                                 | Ravitaillement                                               | Soyouz-U     | 27 avril 2011, 13 h 05 min 22 s        | 29 avril 2011, 14 h 28                                                    | 29 octobre 2011, 09 h 04                                                  | 182 jours, 18 h, 36 min                                                   | 29 octobre 2011                                                           |
| 51  | Progress M-11M (en) - ISS-43P                                 | Ravitaillement                                               | Soyouz-U     | 21 juin 2011, 14 h 38 min 15 s         | 23 juin 2011, 16 h 37                                                     | 23 août 2011, 09 h 34                                                     | 60 jours, 17 h, 0 min                                                     | 1er septembre 2011                                                        |
| 52  | Progress M-12M (en) - ISS-44P                                 | Ravitaillement                                               | Soyouz-U     | 24 août 2011, 13 h 00 min 08 s         | Échec: n'a pas pu atteindre l'orbite                                      | Échec: n'a pas pu atteindre l'orbite                                      | Échec: n'a pas pu atteindre l'orbite                                      | Échec: n'a pas pu atteindre l'orbite                                      |
| 53  | Progress M-13M (en) - ISS-45P                                 | Ravitaillement                                               | Soyouz-U     | 30 octobre 2011, 10 h 11 min 13 s      | 2 novembre 2011, 11 h 41                                                  | 23 janvier 2012, 22 h 09                                                  | 82 jours, 10 h, 28 min                                                    | 25 janvier 2012                                                           |
| 54  | Progress M-14M (en) - ISS-46P                                 | Ravitaillement                                               | Soyouz-U     | 25 janvier 2012, 23 h 06 min 40 s      | 28 janvier 2012, 00 h 09                                                  | 19 avril 2012, 11 h 04                                                    | 82 jours, 10 h, 55 min                                                    | 28 avril 2012                                                             |
| 55  | Edoardo Amaldi - ATV-3                                        | Ravitaillement                                               | Ariane 5ES   | 23 mars 2012, 04 h 34 min 04 s         | 28 mars 2012, 22 h 31                                                     | 28 septembre 2012, 21 h 44                                                | 183 jours, 23 h, 13 min                                                   | 3 octobre 2012, 01 h 30                                                   |
| 56  | Progress M-15M (en) - ISS-47P                                 | Ravitaillement                                               | Soyouz-U     | 20 avril 2012, 12 h 50 min 24 s        | 22 avril 2012, 14 h 36                                                    | 22 juillet 2012, 20 h 26                                                  | 91 jours, 5 h, 50 min                                                     | 20 août 2012                                                              |
| 56  | Progress M-15M (en) - ISS-47P                                 | Ravitaillement                                               | Soyouz-U     | 20 avril 2012, 12 h 50 min 24 s        | 29 juillet 2012, 1 h 01                                                   | 30 juillet 2012, 21 h 16                                                  | 1 jours, 20 h, 18 min                                                     | 20 août 2012                                                              |
| 57  | Dragon C2+ - CRS SpX-D                                        | Ravitaillement                                               | Falcon 9     | 22 mai 2012, 07 h 44 min 38 s          | 25 mai 2012, 16 h 02                                                      | 31 mai 2012, 08 h 07                                                      | 5 jours, 16 h, 5 min                                                      | 31 mai 2012                                                               |
| 58  | Kounotori 3 - HTV-3 (+5 cubesats)                             | Ravitaillement                                               | H-IIB        | 21 juillet 2012, 02 h 06 min 18 s      | 27 juillet 2012, 14 h 34                                                  | 12 septembre 2012, 15 h 50                                                | 47 jours, 1 h, 16 min                                                     | 14 septembre 2012                                                         |
| 59  | Progress M-16M (en) - ISS-48P                                 | Ravitaillement                                               | Soyouz-U     | 1er août 2012, 19 h 35 min 13 s        | 2 août 2012, 01 h 24                                                      | 9 février 2013, 13 h 15                                                   | 191 jours, 12 h, 51 min                                                   | 9 février 2013, 17 h 05                                                   |
| 59  | Sfera-53                                                      | Satellite                                                    | Soyouz-U     | 1er août 2012, 19 h 35 min 13 s        | 2 août 2012, 01 h 24                                                      | 20 août 2012, 18 h 29                                                     | 18 jours, 17 h, 5 min                                                     | Novembre 2012                                                             |
| 60  | SpaceX CRS-1 - CRS SpX-1                                      | Ravitaillement                                               | Falcon 9     | 8 octobre 2012, 00 h 34 min 07 s       | 10 octobre 2012, 13 h 03                                                  | 28 octobre 2012, 11 h 19                                                  | 17 jours, 22 h, 16 min                                                    | 28 octobre 2012                                                           |
| 61  | Progress M-17M (en) - ISS-49P                                 | Ravitaillement                                               | Soyouz-U     | 31 octobre 2012, 7 h 41 min 19 s       | 31 octobre 2012, 13 h 33                                                  | 15 avril 2013, 12 h 02                                                    | 165 jours, 22 h, 29 min                                                   | 21 avril 2013                                                             |
| 62  | Progress M-18M (en) - ISS-50P                                 | Ravitaillement                                               | Soyouz-U     | 11 février 2013, 14 h 41 min 46 s      | 11 février 2013, 20 h 35                                                  | 25 juillet 2013, 20 h 43                                                  | 164 jours, 0 h, 8 min                                                     | 26 juillet 2013                                                           |
| 63  | SpaceX CRS-2 - CRS SpX-2                                      | Ravitaillement                                               | Falcon 9     | 1er mars 2013, 15 h 10 min 13 s        | 3 mars 2013, 13 h 56                                                      | 26 mars 2013, 8 h 10                                                      | 22 jours, 18 h, 14 min                                                    | 26 mars 2013                                                              |
| 64  | Progress M-19M (en) - ISS-51P                                 | Ravitaillement                                               | Soyouz-U     | 26 avril 2013, 10 h 12 min 16 s        | 26 avril 2013, 12 h 25                                                    | 11 juin 2013, 13 h 58                                                     | 46 jours, 1 h, 33 min                                                     | 19 juin 2013                                                              |
| 65  | Albert Einstein - ATV-4                                       | Ravitaillement                                               | Ariane 5ES   | 5 juin 2013, 21 h 52 min 11 s          | 15 juin 2013, 14 h 07                                                     | 28 octobre 2013, 8 h 55                                                   | 134 jours, 18 h, 48 min                                                   | 2 novembre 2013                                                           |
| 66  | Progress M-20M (en) - ISS-52P                                 | Ravitaillement                                               | Soyouz-U     | 27 juillet 2013, 20 h 45 min 08 s      | 28 juillet 2013, 2 h 26                                                   | 3 février 2014, 16 h 21                                                   | 190 jours, 13 h, 55 min                                                   | 11 février 2014                                                           |
| 67  | Kounotori 4 - HTV-4                                           | Ravitaillement                                               | H-IIB        | 3 août 2013, 19 h 48 min 46 s          | 9 août 2013, 15 h 38                                                      | 4 septembre 2013, 12 h 07                                                 | 25 jours, 20 h, 29 min                                                    | 7 septembre 2013                                                          |
| 68  | Cygnus Orb-D1 - Orb-D1 "G. David Low"                         | Ravitaillement                                               | Antares 110  | 18 septembre 2013, 14 h 58 min 02 s    | 29 septembre 2013, 12 h 44                                                | 22 octobre 2013, 10 h 04                                                  | 22 jours, 21 h, 20 min                                                    | 23 octobre 2013                                                           |
| 69  | Progress M-21M (en) - ISS-52P                                 | Ravitaillement                                               | Soyouz-U     | 25 novembre 2013, 20 h 53 min 06 s     | 29 novembre 2013, 22 h 30                                                 | 23 avril 2014, 8 h 58                                                     | 144 jours, 10 h, 28 min                                                   | 9 juin 2014                                                               |
| 69  | Progress M-21M (en) - ISS-52P                                 | Ravitaillement                                               | Soyouz-U     | 25 novembre 2013, 20 h 53 min 06 s     | 25 avril 2014, 2 h 26                                                     | 9 juin 2014, 13 h 29                                                      | 46 jours, 1 h, 16 min                                                     | 9 juin 2014                                                               |
| 70  | Cygnus CRS Orb-1 - CRS Orb-1 "C. Gordon Fullerton"            | Ravitaillement                                               | Antares 120  | 9 janvier 2014, 18 h 07 min 05 s       | 12 janvier 2014, 13 h 05                                                  | 18 février 2014, 10 h 25                                                  | 36 jours, 21 h, 20 min                                                    | 19 février 2014                                                           |
| 71  | Progress M-22M (en) - ISS-54P                                 | Ravitaillement                                               | Soyouz-U     | 5 février 2014, 16 h 23 min 32 s       | 5 février 2014, 22 h 22                                                   | 7 avril 2014, 13 h 58                                                     | 60 jours, 15 h, 36 min                                                    | 18 avril 2014                                                             |
| 72  | Progress M-23M (en) - ISS-55P                                 | Ravitaillement                                               | Soyouz-U     | 9 avril 2014, 15 h 26 min 27 s         | 9 avril 2014, 21 h 14                                                     | 21 juillet 2014, 21 h 44                                                  | 103 jours, 0 h, 30 min                                                    | 31 juillet 2014                                                           |
| 73  | SpaceX CRS-3 - CRS SpX-3                                      | Ravitaillement                                               | Falcon 9     | 18 avril 2014, 19 h 25 min 22 s        | 20 avril 2014, 14 h 06                                                    | 18 mai 2014, 11 h 55                                                      | 27 jours, 21 h, 49 min                                                    | 18 mai 2014                                                               |
| 74  | Cygnus CRS Orb-2 -CRS Orb-2 "Janice E. Voss"                  | Ravitaillement                                               | Antares 120  | 13 juillet 2014, 16 h 52 min 14 s      | 16 juillet 2014, 12 h 53                                                  | 15 août 2014, 9 h 14                                                      | 29 jours, 20 h, 21 min                                                    | 17 août 2014                                                              |
| 75  | Progress M-24M (en) - ISS-56P                                 | Ravitaillement                                               | Soyouz-U     | 23 juillet 2014, 21 h 44 min 44 s      | 24 juillet 2014, 3 h 31                                                   | 27 octobre 2014, 05 h 38                                                  | 95 jours, 2 h, 7 min                                                      | 19 novembre 2014                                                          |
| 76  | Georges Lemaître - ATV-5                                      | Ravitaillement                                               | Ariane 5ES   | 29 juillet 2014, 23 h 47 min 38 s      | 12 août 2014, 13 h 30                                                     | 14 février 2015, 13 h 42                                                  | 186 jours, 0 h, 12 min                                                    | 15 février 2015                                                           |
| 77  | SpaceX CRS-4 - CRS SpX-4                                      | Ravitaillement                                               | Falcon 9     | 21 septembre 2014, 5 h 52 min 3 s      | 23 septembre 2014, 13 h 21                                                | 25 octobre 2014, 12 h 02                                                  | 31 jours, 22 h, 41 min                                                    | 25 octobre 2014                                                           |
| 78  | Cygnus CRS Orb-3 -CRS Orb-3 "Deke Slayton"                    | Ravitaillement                                               | Antares 130  | 28 octobre 2014, 22 h 22 min 38 s      | Échec: n'a pas pu atteindre l'orbite                                      | Échec: n'a pas pu atteindre l'orbite                                      | Échec: n'a pas pu atteindre l'orbite                                      | Échec: n'a pas pu atteindre l'orbite                                      |
| 79  | Progress M-25M (en) - ISS-57P                                 | Ravitaillement                                               | Soyouz-U     | 29 octobre 2014, 7 h 9 min 43 s        | 29 octobre 2014, 13 h 08                                                  | 25 avril 2015, 06 h 41                                                    | 177 jours, 17 h, 33 min                                                   | 26 avril 2015                                                             |
| 80  | SpaceX CRS-5 - CRS SpX-5                                      | Ravitaillement                                               | Falcon 9     | 10 janvier 2015, 09 h 47 min 10 s      | 12 janvier 2015, 13 h 54                                                  | 10 février 2015, 17 h 11                                                  | 29 jours, 3 h, 17 min                                                     | 11 février 2015                                                           |
| 81  | Progress M-26M (en) - ISS-58P                                 | Ravitaillement                                               | Soyouz-U     | 17 février 2015, 11 h 0 min 17 s       | 17 février 2015, 16 h 57                                                  | 14 août 2015, 10 h 19                                                     | 177 jours, 17 h, 22 min                                                   | 14 août 2015                                                              |
| 82  | SpaceX CRS-6 - CRS SpX-6                                      | Ravitaillement                                               | Falcon 9     | 14 avril 2015, 20 h 10 min 41 s        | 17 avril 2015, 13 h 29                                                    | 21 mai 2015, 9 h 29                                                       | 33 jours, 20 h, 0 min                                                     | 21 mai 2015                                                               |
| 83  | Progress M-27M - ISS-59P                                      | Ravitaillement                                               | Soyouz-2.1a  | 28 avril 2015, 7 h 9 min 50 s          | Échec: perte du contrôle avant d'atteindre l'ISS                          | Échec: perte du contrôle avant d'atteindre l'ISS                          | Échec: perte du contrôle avant d'atteindre l'ISS                          | Échec: perte du contrôle avant d'atteindre l'ISS                          |
| 84  | SpaceX CRS-7 - CRS SpX-7                                      | Ravitaillement, livraison IDA                                | Falcon 9     | 28 juin 2015, 14 h 21 min 11 s         | Échec: n'a pas pu atteindre l'orbite                                      | Échec: n'a pas pu atteindre l'orbite                                      | Échec: n'a pas pu atteindre l'orbite                                      | Échec: n'a pas pu atteindre l'orbite                                      |
| 85  | Progress M-28M (en) - ISS-60P                                 | Ravitaillement                                               | Soyouz-U     | 3 juillet 2015, 04 h 55 min 48 s       | 5 juillet 2015, 7 h 11                                                    | 19 décembre 2015, 7 h 35                                                  | 167 jours, 0 h, 24 min                                                    | 19 décembre 2015                                                          |
| 86  | Kounotori 5 - HTV-5                                           | Ravitaillement                                               | H-IIB        | 19 août 2015, 11 h 50 min 49 s         | 24 août 2015, 17 h 28                                                     | 28 septembre 2015, 11 h 12                                                | 34 jours, 17 h, 44 min                                                    | 28 septembre 2015                                                         |
| 87  | Progress M-29M (en) - ISS-61P                                 | Ravitaillement                                               | Soyouz-U     | 1er octobre 2015, 16 h 49 min 48 s     | 1er octobre 2015, 22 h 52                                                 | 30 mars 2016, 14 h 14                                                     | 180 jours, 15 h, 22 min                                                   | 8 avril 2016                                                              |
| 88  | Cygnus CRS OA-4 -CRS OA-4 "Deke Slayton II"                   | Ravitaillement                                               | Atlas V 401  | 6 décembre 2015, 21 h 44 min 57 s      | 9 décembre 2015, 14 h 14                                                  | 19 février 2016, 10 h 38                                                  | 71 jours, 20 h, 24 min                                                    | 20 février 2016                                                           |
| 89  | Progress MS-01 - ISS-62P                                      | Ravitaillement                                               | Soyouz-2.1a  | 21 décembre 2015, 8 h 44 min 39 s      | 23 décembre 2015, 10 h 27                                                 | 3 juillet 2016, 3 h 48                                                    | 192 jours, 17 h, 21 min                                                   | 3 juillet 2016                                                            |
| 90  | Cygnus CRS OA-6 -CRS OA-6 "Rick Husband"                      | Ravitaillement                                               | Atlas V 401  | 22 mars 2016, 3 h 5 min 52 s           | 26 mars 2016, 14 h 52                                                     | 14 juin 2016, 11 h 43                                                     | 79 jours, 20 h, 51 min                                                    | 22 juin 2016                                                              |
| 91  | Progress MS-02 - ISS-63P                                      | Ravitaillement                                               | Soyouz-2.1a  | 31 mars 2016, 16 h 23 min 58 s         | 2 avril 2016, 17 h 58                                                     | 14 octobre 2016, 9 h 37                                                   | 194 jours, 15 h, 39 min                                                   | 14 octobre 2016                                                           |
| 92  | SpaceX CRS-8 - CRS SpX-8                                      | Ravitaillement                                               | Falcon 9     | 8 avril 2016, 20 h 43 min 00 s         | 10 avril 2016, 13 h 57                                                    | 11 mai 2016, 11 h 00                                                      | 30 jours, 23 h, 23 min                                                    | 11 mai 2016                                                               |
| 92  | Bigelow Expandable Activity Module (BEAM)                     | Expérience techonologique; Stockage                          | Falcon 9     | 8 avril 2016, 20 h 43 min 00 s         | 10 avril 2016, 13 h 57                                                    | Amarré à l'ISS                                                            | Amarré à l'ISS                                                            | Amarré à l'ISS                                                            |
| 93  | Progress MS-03 - ISS-64P                                      | Ravitaillement                                               | Soyouz-U     | 16 juillet 2016, 21 h 41 min 45 s      | 19 juillet 2016, 0 h 20                                                   | 31 janvier 2017, 14 h 25                                                  | 196 jours, 14 h, 5 min                                                    | 31 janvier 2017                                                           |
| 94  | SpaceX CRS-9 - CRS SpX-9                                      | Ravitaillement, livraison IDA                                | Falcon 9     | 18 juillet 2016, 4 h 45 min 29 s       | 20 juillet 2016, 14 h 00                                                  | 25 août 2016, 21 h 00                                                     | 36 jours, 7 h                                                             | 26 août 2016                                                              |
| 95  | Cygnus CRS OA-5 -CRS OA-5 "Alan Poindexter"                   | Ravitaillement                                               | Antares 230  | 17 octobre 2016, 23 h 45 min 40 s      | 23 octobre 2016, 14 h 53                                                  | 21 novembre 2016, 11 h 25                                                 | 28 jours, 20 h, 32 min                                                    | 28 novembre 2016                                                          |
| 96  | Progress MS-04 - ISS-65P                                      | Ravitaillement                                               | Soyouz-U     | 1er décembre 2016, 14 h 51 min 45 s    | Échec: séparation prématurée du 3éme étage, n'a pas pu atteindre l'orbite | Échec: séparation prématurée du 3éme étage, n'a pas pu atteindre l'orbite | Échec: séparation prématurée du 3éme étage, n'a pas pu atteindre l'orbite | Échec: séparation prématurée du 3éme étage, n'a pas pu atteindre l'orbite |
| 97  | Kounotori 6 - HTV-6                                           | Ravitaillement                                               | H-IIB        | 9 décembre 2016, 13 h 26 min 47 s      | 13 décembre 2016, 13 h 57                                                 | 27 janvier 2017, 10 h 59                                                  | 44 jours, 21 h, 2 min                                                     | 5 février 2017                                                            |
| 98  | SpaceX CRS-10 - CRS SpX-10                                    | Ravitaillement                                               | Falcon 9     | 19 février 2017, 9 h 38 min 58 s       | 23 février 2017, 13 h 12                                                  | 18 mars 2017, 21 h 20                                                     | 23 jours, 8 h, 8 min                                                      | 19 mars 2017                                                              |
| 99  | Progress MS-05 - ISS-66P                                      | Ravitaillement                                               | Soyouz-U     | 22 février 2017, 5 h 58 min 33 s       | 24 février 2017, 8 h 30                                                   | 20 juillet 2017, 12 h 00                                                  | 146 jours, 3 h, 30 min                                                    | 20 juillet 2017                                                           |
| 100 | Cygnus CRS OA-7 -CRS OA-7 "John Glenn"                        | Ravitaillement                                               | Atlas V 401  | 18 avril 2017, 15 h 11 min 26 s        | 22 avril 2017, 12 h 39                                                    | 4 juin 2017, 11 h 05                                                      | 42 jours, 22 h, 26 min                                                    | 11 juin 2017                                                              |
| 101 | SpaceX CRS-11 - CRS SpX-11                                    | Ravitaillement                                               | Falcon 9     | 3 juin 2017, 21 h 7 min 17 s           | 5 juin 2017, 16 h 07                                                      | 2 juillet 2017, 18 h 00                                                   | 27 jours, 1 h, 53 min                                                     | 3 juillet 2017                                                            |
| 102 | Progress MS-06 - ISS-67P                                      | Ravitaillement                                               | Soyouz-2.1a  | 14 juin 2017, 9 h 20 min 13 s          | 16 juin 2017, 11 h 37                                                     | 28 décembre 2017, 1 h 03                                                  | 194 jours, 13 h, 26 min                                                   | 28 décembre 2017                                                          |
| 103 | SpaceX CRS-12 - CRS SpX-12                                    | Ravitaillement                                               | Falcon 9     | 14 août 2017, 16 h 31 min 00 s         | 16 août 2017, 10 h 52                                                     | 17 septembre 2017, 8 h 40                                                 | 31 jours, 21 h, 48 min                                                    | 17 septembre 2017                                                         |
| 104 | Progress MS-07 - ISS-68P                                      | Ravitaillement                                               | Soyouz-2.1a  | 14 octobre 2017, 8 h 47 min 11 s       | 16 octobre 2017, 0 h 00                                                   | 28 mars 2018, 13 h 50                                                     | 163 jours, 13 h, 50 min                                                   | 26 avril 2018                                                             |
| 105 | Cygnus CRS OA-8 -CRS OA-8 "Gene Cernan"                       | Ravitaillement                                               | Antares 230  | 12 novembre 2017, 12 h 20 min 26 s     | 14 novembre 2017, 12 h 15                                                 | 5 décembre 2017, 17 h 52                                                  | 21 jours, 5 h, 37 min                                                     | 18 décembre 2017                                                          |
| 106 | SpaceX CRS-13 - CRS SpX-13                                    | Ravitaillement                                               | Falcon 9     | 15 décembre 2017, 15 h 36 min 00 s     | 17 décembre 2017, 13 h 26                                                 | 12 janvier 2018, 10 h 47                                                  | 25 jours, 21 h, 21 min                                                    | 13 janvier 2018                                                           |
| 107 | Progress MS-08 - ISS-69P                                      | Ravitaillement                                               | Soyouz-2.1a  | 13 février 2018, 8 h 13 min 33 s       | 15 février 2018, 10 h 38                                                  | 23 août 2018, 2 h 16                                                      | 188 jours, 15 h, 38 min                                                   | 30 août 2018                                                              |
| 108 | SpaceX CRS-14 - CRS SpX-14                                    | Ravitaillement                                               | Falcon 9     | 2 avril 2018, 20 h 30 min 38 s         | 4 avril 2018, 13 h 00                                                     | 5 mai 2018, 5 h 30                                                        | 30 jours, 16 h, 30 min                                                    | 5 mai 2018                                                                |
| 109 | Cygnus CRS OA-9 - CRS OA-9 "James R. Thompson Jr."            | Ravitaillement                                               | Antares 230  | 21 mai 2018, 8 h 44 min 06 s           | 24 mai 2018, 12 h 13                                                      | 15 juillet 2018, 10 h 20                                                  | 51 jours, 22 h, 7 min                                                     | 30 juillet 2018                                                           |
| 110 | SpaceX CRS-15 - CRS SpX-15                                    | Ravitaillement                                               | Falcon 9     | 29 juin 2018, 09 h 42 min 42 s         | 2 juillet 2018, 10 h 54                                                   | 3 août 2018, 16 h 38                                                      | 32 jours, 5 h, 44 min                                                     | 3 août 2018                                                               |
| 111 | Progress MS-09 - ISS-70P                                      | Ravitaillement                                               | Soyouz-2.1a  | 9 juillet 2018, 21 h 51 min 33 s       | 10 juillet 2018, 01 h 31                                                  | 25 janvier 2019, 12 h 55                                                  | 199 jours, 11 h, 24 min                                                   | 25 janvier 2019                                                           |
| 112 | Kounotori 7 - HTV-7                                           | Ravitaillement                                               | H-IIB        | 22 septembre 2018, 17 h 52 min 27 s    | 27 septembre 2018, 12 h 00                                                | 6 novembre 2018, 23 h 32                                                  | 40 jours, 11 h, 32 min                                                    | 10 novembre 2018                                                          |
| 113 | Progress MS-10 - ISS-71P                                      | Ravitaillement                                               | Soyouz-FG    | 16 novembre 2018, 18 h 14 min 08 s     | 18 novembre 2018, 19 h 28                                                 | 4 juin 2019, 8 h 40                                                       | 197 jours, 13 h, 12 min                                                   | 4 juin 2019                                                               |
| 114 | Cygnus CRS NG-10 - CRS NG-10 "John Young"                     | Ravitaillement                                               | Antares 230  | 17 novembre 2018, 09 h 01 min 31 s     | 19 novembre 2018, 12 h 31                                                 | 8 février 2019, 14 h 37                                                   | 81 jours, 2 h, 6 min                                                      | 25 février 2019                                                           |
| 115 | SpaceX CRS-16 - CRS SpX-16                                    | Ravitaillement                                               | Falcon 9     | 5 décembre 2018, 18 h 16               | 8 décembre 2018, 15 h 36                                                  | 13 janvier 2019, 23 h 33                                                  | 36 jours, 7 h, 57 min                                                     | 14 janvier 2019                                                           |
| 116 | SpaceX Demo-1 - SpX-DM1                                       | Test                                                         | Falcon 9     | 2 mars 2019, 7 h 49                    | 3 mars 2019, 10 h 51                                                      | 8 mars 2019, 7 h 30                                                       | 4 jours, 20 h, 39 min                                                     | 8 mars 2019, 13 h 45                                                      |
| 117 | Progress MS-11 - ISS-72P                                      | Ravitaillement                                               | Soyouz-2.1a  | 4 avril 2019, 11 h 01 min 35 s         | 4 avril 2019, 14 h 22                                                     | 29 juillet 2019, 10 h 44                                                  | 115 jours, 20 h, 22 min                                                   | 29 juillet 2019                                                           |
| 118 | Cygnus CRS NG-11 -CRS NG-11 "Roger Chaffee"                   | Ravitaillement                                               | Antares 230  | 17 avril 2019, 20 h 46 min 07 s        | 19 avril 2019, 11 h 31                                                    | 6 août 2019, 13 h 30                                                      | 109 jours, 1 h, 59 min                                                    | 6 décembre 2019                                                           |
| 119 | SpaceX CRS-17 - CRS SpX-17                                    | Ravitaillement                                               | Falcon 9     | 4 mai 2019, 6 h 48                     | 6 mai 2019, 13 h 33                                                       | 3 juin 2019, 16 h 01                                                      | 28 jours, 2 h, 28 min                                                     | 3 juin 2019                                                               |
| 120 | SpaceX CRS-18 - CRS SpX-18                                    | Ravitaillement, livraison IDA                                | Falcon 9     | 25 juillet 2019, 22 h 1 min 56 sec     | 27 juillet 2019, 16 h 01                                                  | 27 août 2019, 12 h 25                                                     | 30 jours, 20 h, 24 min                                                    | 27 août 2019                                                              |
| 121 | Progress MS-12 - ISS-73P                                      | Ravitaillement                                               | Soyouz-2.1a  | 31 juillet 2019, 12 h 10 min 46 s      | 31 juillet 2019, 15 h 29                                                  | 29 novembre 2019, 10 h 25                                                 | 120 jours, 18 h, 56 min                                                   | 29 novembre 2019                                                          |
| 122 | Soyouz MS-14 - ISS 60S                                        | Test                                                         | Soyouz-2.1a  | 22 août 2019, 03 h 38 min 32 s         | 27 août 2019, 3 h 08                                                      | 6 septembre 2019, 18 h 14                                                 | 10 jours, 15 h, 6 min                                                     | 6 septembre 2019                                                          |
| 123 | Kounotori 7 - HTV-8                                           | Ravitaillement                                               | H-IIB        | 24 septembre 2019, 17 16 h 05 min 05 s | 28 septembre 2019, 14 h 09                                                | 1er novembre 2019, 13 h 45                                                | 33 jours, 23 h, 36 min                                                    | 3 novembre 2019                                                           |
| 124 | Cygnus CRS NG-12 - Cygnus NG-12 "Alan Bean"                   | Ravitaillement + 10 nanosatellites                           | Antarès 230+ | 2 novembre 2019, 13 h 59               | 4 novembre 2019, 09 h 10                                                  | 31 janvier 2020, 14 h 36                                                  | 88 jours, 3 h, 15 min                                                     | 17 mars 2020                                                              |
| 124 | STPSat 4                                                      | Satellite                                                    | Antarès 230+ | 2 novembre 2019, 13 h 59               | 4 novembre 2019, 09 h 10                                                  | 29 Janvier 2020                                                           | En orbite                                                                 | En orbite                                                                 |
| 125 | SpaceX CRS-19                                                 | Ravitaillement + 11 nanosatellites                           | Falcon 9     | 5 décembre 2019, 17 h 29               | 8 décembre 2019, 10 h 05                                                  | 7 janvier 2020, 10 h 05                                                   | 29 jours, 19 h, 54 min                                                    | 7 janvier 2020                                                            |
| 125 | HISUI                                                         | Instrument                                                   | Falcon 9     | 5 décembre 2019, 17 h 29               | 8 décembre 2019, 10 h 05                                                  | Amarré à l'ISS                                                            | Amarré à l'ISS                                                            | Amarré à l'ISS                                                            |
| 126 | Progress MS-13 - Progress 74P                                 | Ravitaillement                                               | Soyouz-2.1a  | 6 décembre 2019, 09 h 34               | 9 décembre 2019, 10 h 35                                                  | 8 juillet 2020, 18 h 22                                                   | 212 jours, 7 h, 46 min                                                    | 8 juillet 2020                                                            |
| 127 | Boe-OFT - CST-100 Starliner "Calypso"                         | Test de capsule habitée                                      | Atlas V N22  | 20 décembre 2019, 11 h 46              | Echec : n'a pas pu s'amarrer à l'ISS                                      | Echec : n'a pas pu s'amarrer à l'ISS                                      | Echec : n'a pas pu s'amarrer à l'ISS                                      | 22 décembre 2019                                                          |
| 128 | Cygnus CRS NG-13 - Cygnus NG-13 "Robert Lawrence Jr."         | Ravitaillement + 4 nanosatellites                            | Antarès 230+ | 15 février 2020, 20 h 21               | 18 février 2020, 09 h 05                                                  | 11 mai 2020, 16 h 09                                                      | 83 jours, 7 h, 4 min                                                      | 29 mai 2020                                                               |
| 129 | SpaceX CRS-20                                                 | Ravitaillement + 3 nanosatellites                            | Falcon 9     | 7 mars 2020, 04 h 50                   | 9 mars 2020, 10 h 25                                                      | 7 avril 2020, 13 h 06                                                     | 29 jours, 2 h, 41 min                                                     | 7 avril 2020                                                              |
| 129 | Bartolomeo - CEPHFISS                                         | Plateforme externe                                           | Falcon 9     | 7 mars 2020, 04 h 50                   | 9 mars 2020, 10 h 25                                                      | Amarré au module Colombus de l'ISS                                        | Amarré au module Colombus de l'ISS                                        | Amarré au module Colombus de l'ISS                                        |
| 130 | Progress MS-14 (en) - Progress 75P                            | Ravitaillement                                               | Soyouz-2.1a  | 25 avril 2020, 01 h 51                 | 25 avril 2020, 5 h 12                                                     | 28 avril 2021, 23 h 11                                                    | 368 jours, 17 h, 59 min                                                   | 29 avril 2021                                                             |
| 130 | Progress MS-14 (en) - Progress 75P                            | Ravitaillement                                               | Soyouz-2.1a  | 25 avril 2020, 01 h 51                 | 25 avril 2020, 5 h 12                                                     | 28 avril 2021, 23 h 11                                                    | Record de durée d'amarrage                                                | 29 avril 2021                                                             |
| 131 | Kounotori 9 - HTV-9                                           | Ravitaillement                                               | H-IIB        | 20 mai 2020, 07 h 31                   | 25 mai 2020, 12 h 13                                                      | 18 août 2020, 17 h 36                                                     | 85 jours, 4 h, 23 min                                                     | 20 août 2020                                                              |
| 132 | Progress MS-15 (en) - Progress 76P                            | Ravitaillement                                               | Soyouz-2.1a  | 23 juillet 2020, 14 h 26               | 23 juillet 2020, 17 h 45                                                  | 9 février 2021, 05 h 21                                                   | 200 jours, 11 h, 36 min                                                   | 9 février 2021                                                            |
| 133 | Cygnus CRS NG-14 - Cygnus NG-14 "Kalpana Chawla"              | Ravitaillement + 6 nanosatellites                            | Antarès 230+ | 3 octobre 2020, 01 h 16                | 5 octobre 2020, 09 h 32                                                   | 6 janvier 2021, 15 h 11                                                   | 93 jours, 5 h, 39 min                                                     | 26 janvier 2021                                                           |
| 134 | SpaceX CRS-21                                                 | Ravitaillement                                               | Falcon 9     | 6 décembre 2020, 16 h 17               | 7 décembre 2020, 18 h 40                                                  | 12 janvier 2021, 14 h 05                                                  | 35 jours, 19 h, 35 min                                                    | 12 janvier 2021                                                           |
| 134 | Sas Bishop                                                    | Sas pour nano-satellites                                     | Falcon 9     | 6 décembre 2020, 16 h 17               | 7 décembre 2020, 18 h 40                                                  | Amarré à l'ISS                                                            | Amarré à l'ISS                                                            | Amarré à l'ISS                                                            |
| 135 | Progress MS-16 (en) - Progress 77P                            | Ravitaillement                                               | Soyouz-2.1a  | 15 février 2021, 04 h 45               | 17 février 2021, 06 h 27                                                  | 26 juillet 2021, 10h55                                                    | 159 jours, 4 h, 28 min                                                    | 26 juillet 2021                                                           |
| 135 | Progress MS-16 (en) - Progress 77P                            | Ravitaillement                                               | Soyouz-2.1a  | 15 février 2021, 04 h 45               | 17 février 2021, 06 h 27                                                  | Désamarrage avec Pirs                                                     |                                                                           |                                                                           |
| 136 | Cygnus CRS NG-15 - Cygnus NG-15 "Katherine Johnson"           | Ravitaillement + 36 nanosatellites                           | Antarès 230+ | 20 février 2021, 17 h 36               | 22 février 2021, 09 h 38                                                  | 29 juin 2021, 16 h 32                                                     | 127 jours, 6 h, 54 min                                                    | 2 juillet 2021                                                            |
| 137 | SpaceX CRS-22                                                 | Ravitaillement + 4 nanosatellites                            | Falcon 9     | 3 juin 2021, 17 h 29                   | 5 juin 2021, 09 h 09                                                      | 8 juillet 2021, 14 h 45                                                   | 33 jours, 5 h, 36 min                                                     | 10 juillet 2021                                                           |
| 137 | iROSA                                                         | Panneaux solaires                                            | Falcon 9     | 3 juin 2021, 17 h 29                   | 5 juin 2021, 09 h 09                                                      | Amarré à l'ISS                                                            | Amarré à l'ISS                                                            | Amarré à l'ISS                                                            |
| 138 | Progress MS-17 (en) - Progress 78P                            | Ravitaillement                                               | Soyouz-2.1a  | 29 juin 2021, 23 h 27                  | 1er juillet 2021, 00 h 59                                                 | 20 octobre 2021, 23 h 42                                                  | 110 jours, 22 h, 43 min                                                   | 25 novembre 2021                                                          |
| 138 | Progress MS-17 (en) - Progress 78P                            | Ravitaillement                                               | Soyouz-2.1a  | 29 juin 2021, 23 h 27                  | 22 octobre 2021, 4 h 21                                                   | 25 novembre 2021, 11 h 22                                                 | 34 jours, 7 h, 1 min                                                      | 25 novembre 2021                                                          |
| 139 | Nauka                                                         | Module laboratoire                                           | Proton M     | 21 juillet 2021, 14 h 58               | 29 juillet 2021, 13 h 29                                                  | Amarré à l'ISS                                                            | Amarré à l'ISS                                                            | Amarré à l'ISS                                                            |
| 139 | ERA                                                           | Bras robotique                                               | Proton M     | 21 juillet 2021, 14 h 58               | 29 juillet 2021, 13 h 29                                                  | Amarré à l'ISS                                                            | Amarré à l'ISS                                                            | Amarré à l'ISS                                                            |
| 140 | Cygnus CRS NG-16 - Cygnus NG-16 "Ellison Onizuka"             | Ravitaillement et expérimentation                            | Antarès 230+ | 10 août 2021, 22 h 01                  | 12 août 2021, 13 h 42                                                     | 20 novembre 2021, 16 h 01                                                 | 100 jours, 2 h, 19 min                                                    | En orbite                                                                 |
| 141 | SpaceX CRS-23                                                 | Ravitaillement + 8 nanosatellites                            | Falcon 9     | 29 août 2021, 7 h 14                   | 30 août 2021, 14 h 30                                                     | 30 septembre 2021, 13 h 12                                                | 31 jours, 35 min                                                          | 1er octobre 2021                                                          |
| 142 | Progress MS-18 (en) - Progress 79P                            | Ravitaillement                                               | Soyouz-2.1a  | 28 octobre 2021, 00 h 00               | 30 octobre 2021, 1 h 39                                                   | 1er juin 2022 8 h 03                                                      | 214 jours, 6 h, 24 min                                                    | 1er juin 2022                                                             |
| 143 | Prichal - ISS-6R                                              | Module d'amarrage                                            | Soyouz-2.1b  | 24 novembre 2021, 13 h 6               | 26 novembre 2021, 15 h 19                                                 | Amarré à l'ISS                                                            | Amarré à l'ISS                                                            | Amarré à l'ISS                                                            |
| 143 | Progress M-UM - ISS-6R                                        | Transporte Prichal                                           | Soyouz-2.1b  | 24 novembre 2021, 13 h 6               | 26 novembre 2021, 15 h 19                                                 | 22 décembre 2021, 23 h 03                                                 | 26 jours, 7 h, 44 min                                                     | 23 décembre 2021                                                          |
| 144 | SpaceX CRS-24 - CRS SpX-24                                    | Ravitaillement+ modules extérieurs (STP-H)+ 8 nanosatellites | Falcon 9     | 21 décembre 2021, 10 h 7               | 22 décembre 2021, 8 h 41                                                  | 23 janvier 2022, 15 h 40                                                  | 32 jours, 6 h, 59 min                                                     | 24 janvier 2022                                                           |
| 145 | Progress MS-19 - Progress 80P                                 | Ravitaillement+ 6 nanosatellites                             | Soyouz-2.1a  | 15 février 2022, 04 h 25               | 17 février 2022, 7 h 03                                                   | 23 octobre 2022, 22 h 46                                                  | 248 jours, 15 h                                                           | 24 octobre 2022                                                           |
| 146 | Cygnus CRS NG-17 - Cygnus NG-17 "Piers Sellers"               | Ravitaillement+ 2 nanosatellites                             | Antarès 230+ | 19 février 2022, 17 h 40               | 21 février 2022, 9 h 44                                                   | 28 juin 2022, 11 h 07                                                     | 127 jours, 1 h, 23 min                                                    | 29 juin 2022                                                              |
| 147 | Boeing Orbital Flight Test-2 - Boe-OFT-2                      | Test                                                         | Atlas V N22  | 19 mai 2022 22 h 54 min 47 s           | 21 mai 2022 0 h 28                                                        | 25 mai 2022, 18 h 36                                                      | 4 jours, 18 h, 8 min                                                      | 25 mai 2022 22 h 49                                                       |
| 148 | Progress MS-20 (en) - Progress 81P                            | Ravitaillement + 4 nanosatellites                            | Soyouz-2.1a  | 3 juin 2022 9 h 32                     | 3 juin 2022 13 h 02                                                       | 7 février 2023, 4 h 56                                                    | 248 jours, 15 h, 54 min                                                   | 7 février 2023                                                            |
| 149 | SpaceX CRS-25 - CRS SpX-25                                    | Ravitaillement + 6 nanosatellites                            | Falcon 9     | 15 juillet 2022 00 h 44                | 16 juillet 2022 15 h 21                                                   | 19 août 2022, 15 h 05                                                     | 33 jours, 23 h, 44 min                                                    | 20 août 2022                                                              |
| 150 | Progress MS-21 - Progress 82P                                 | Ravitaillement                                               | Soyouz-2.1a  | 26 octobre 2022, 00 h 20               | 28 octobre 2022, 2 h 49                                                   | 18 février 2023, 2 h 26                                                   | 112 jours, 23 h, 47 min                                                   | 18 février 2023                                                           |
| 151 | Cygnus CRS NG-18 - Cygnus NG-18 "Sally Ride"                  | Ravitaillement + 4 nanosatellites                            | Antarès 230+ | 7 novembre 2022, 10 h 32               | 9 novembre 2022, 10 h 20                                                  | 21 avril 2023, 11 h 22                                                    | 163 jours, 1 h, 2 min                                                     | 21 avril 2023                                                             |
| 152 | SpaceX CRS-26 - CRS SpX-26                                    | Ravitaillement                                               | Falcon 9     | 26 novembre 2022, 19 h 20              | 27 novembre 2022, 12 h 39                                                 | 9 janvier 2023, 22 h 05                                                   | 43 jours, 9 h, 26 min                                                     | 11 janvier 2023, 10 h 19                                                  |
| 153 | Progress MS-22 - Progress 83P                                 | Ravitaillement                                               | Soyouz-2.1a  | 9 février 2023, 6 h 15                 | 11 février 2023, 8 h 45                                                   | 20 aout 2023, 23 h 50                                                     | 190 jours, 15 h, 5 min                                                    | 21 aout 2023                                                              |
| 154 | SpaceX CRS-27 - CRS SpX-27                                    | Ravitaillement                                               | Falcon 9     | 15 mars 2023, 00 h 30                  | 16 mars 2023, 11 h 31                                                     | 15 avril 2023, 15 h 05                                                    | 30 jours, 3 h, 34 min                                                     | 15 avril 2023, 20 h 58                                                    |
| 155 | Progress MS-23 - Progress 84P                                 | Ravitaillement                                               | Soyouz-2.1a  | 24 mai 2023, 12 h 56                   | 24 mai 2023, 16 h 19                                                      | 29 novembre 2023, 7 h 55                                                  | 188 jours, 15 h, 26 min                                                   | 29 novembre 2023                                                          |
| 156 | SpaceX CRS-28 - CRS SpX-28                                    | Ravitaillement                                               | Falcon 9     | 5 juin 2023, 15 h 47                   | 6 juin 2023, 09 h 45                                                      | 29 juin 2023, 16 h 30                                                     | 23 jours, 6 h, 45 min                                                     | 30 juin 2023, 14 h 30                                                     |
| 156 | iROSA                                                         | Panneaux solaires                                            | Falcon 9     | 5 juin 2023, 15 h 47                   | 6 juin 2023, 09 h 45                                                      | Amarré à l'ISS                                                            | Amarré à l'ISS                                                            | Amarré à l'ISS                                                            |
| 157 | Cygnus CRS NG-19 - Cygnus NG-19 "Laurel Clarke"               | Ravitaillement                                               | Antarès 230+ | 2 aout 2023, 00 h 31                   | 4 aout 2023, 09 h 52                                                      | 22 décembre 2023, 13 h 06                                                 | 139 jours, 21h, 32 min                                                    | 9 janvier 2024                                                            |
| 158 | Progress MS-24 - Progress 85P                                 | Ravitaillement                                               | Soyouz-2.1a  | 23 aout 2023, 01 h 08                  | 25 aout 2023, 03 h 45                                                     | 13 février 2024, 02 h 09                                                  | 171 jours, 22h, 19 min                                                    | 13 février 2024                                                           |
| 159 | SpaceX CRS-29 - CRS SpX-29                                    | Ravitaillement                                               | Falcon 9     | 10 novembre 2023, 01 h 28              | 11 novembre 2023, 10 h 07                                                 | 21 décembre 2023, 22 h 05                                                 | 40 jours, 11h, 58 min                                                     | 22 décembre 2023                                                          |
| 160 | Progress MS-25 - Progress 86P                                 | Ravitaillement                                               | Soyouz-2.1a  | 1er décembre 2023, 09 h 25             | 3 décembre 2023, 11 h 18                                                  | 28 mai 2024, 09 h 39                                                      | 176 jours, 22h, 21 min                                                    | 29 mai 2024                                                               |
| 161 | Cygnus CRS NG-20 - Cygnus NG-20 "Patricia Hilliard Robertson" | Ravitaillement                                               | Falcon 9     | 30 janvier 2024, 17 h 07               | 1er février 2024, 12 h 14                                                 | Amarré à l'ISS                                                            | Amarré à l'ISS                                                            | Amarré à l'ISS                                                            |
| 162 | Progress MS-26 - Progress 87P                                 | Ravitaillement                                               | Soyouz-2.1a  | 15 février 2024, 03 h 25               | 17 février 2024, 06h 06                                                   | Amarré à l'ISS                                                            | Amarré à l'ISS                                                            | Amarré à l'ISS                                                            |
| 163 | SpaceX CRS-30 - CRS SpX-30                                    | Ravitaillement                                               | Falcon 9     | 21 mars 2024, 20h 55                   | 23 mars 2024, 18h 10                                                      | 28 avril 2024, 22 h 05                                                    | 36 jours, 03h, 55 min                                                     | 30 avril 2024, 06 h 38                                                    |
| 164 | Progress MS-27 - Progress 88P                                 | Ravitaillement                                               | Soyouz-2.1a  | 30 mai 2024, 10 h 43                   | 1er juin 2024, 12h 43                                                     | Amarré à l'ISS                                                            | Amarré à l'ISS                                                            | Amarré à l'ISS                                                            |
| 165 | Progress MS-28 - Progress 89P                                 | Ravitaillement                                               | Soyouz-2.1a  | 15 août 2024, 03 h 20                  | 17 août 2024, 05h 56                                                      |                                                                           |                                                                           |                                                                           |